# Al-Râ'î
Al-Râʿî, « le Pâtre » (arabe : الراعي), est un poète arabe de l'époque omeyyade né aux environs de 680 et mort en 714 ou en 715. Son vrai nom est ʿUbayd Ibn Husayn al-Numayrî (arabe : عبيد بن حسين النميري). Ibn Sallâm le classe au premier rang des poètes islamiques, aux côtés de la « Triade omeyyade » (Djarir, Farazdak et Al-Akhtal), ce qui nous renseigne sur l'estime dans laquelle la critique arabe classique tenait sa poésie. 